# Graña (Covelo)
Graña (oficialmente San Bernabeu da Graña) es una parroquia española del municipio de Covelo, perteneciente a la provincia de Pontevedra, en la comunidad autónoma de Galicia.

## Toponimia
El lugar puede aparecer referido como «Graña», «A Graña», «San Bernabé de Graña» y «San Bernabeu da Graña».

## Historia
Hacia mediados del siglo XIX, el lugar, referido por entonces como una feligresía, tenía contabilizada una población de 400 habitantes. Aparece descrito en el octavo volumen del Diccionario geográfico-estadístico-histórico de España y sus posesiones de Ultramar de Pascual Madoz con las siguientes palabras:

GRAÑA (San Bernabé): felig. en la prov. de Pontevedra (7 1/2 leg.), part. jud. de Cañiza (1 1/2), dióc. de Tuy (7 1/2), ayunt. de Cobelo (1). sit. en las inmediaciones del r. Tea, donde la combaten principalmente los vientos del NE. y SO.; el clima es frio, y las enfermedades comunes fiebres gástricas, y dolores de costado. Tiene 19 casas repartidas en los l. de Fonde de Caño, Graña, Muiños, Porteliña do Campo, Rebordechan y Salcedo. La igl. parr. (San Bernabé) está servida por un cura de entrada y de provision real y ordinaria. Confina el térm. N. y E. monte Suido; S. y O. felig. de Prado. El terreno es muy aspero y de mala calidad: le baña el mencionado r. Tea, que nace en Camposancos, y va á desaguar en el Miño junto á Salvatierra. Por parte del NE. se halla el monte Suido poblado de arbustos, tojo, urces y yerbas de pasto. Atraviesa por el térm. un camino que dirije á Fote y Prado en regular estado: el correo se recibe de la v. de Cañiza. prod.: maiz, centeno, patatas y legumbres: se cria ganado vacuno, caballar, de cerda y lanar: caza de liebres conejos y perdices; y pesca de truchas. ind. y comercio: la agricultura, alguna arrieria y molinos harineros; importándose lino, y otros art. precisos. pobl.: 91 vec., 441 alm. contr.: con su ayunt. (V.)
(Madoz, 1847, p. 584)

En 2022, tenía empadronados 95 habitantes.

## Patrimonio
Hay en la parroquia una iglesia de San Bernabé.